# Amerika Párt
Az Amerika Párt (angolul: America Party) tervezett politikai párt az Amerikai Egyesült Államokban. Elon Musk jelentette be 2025. július 5-én, miután összetűzésbe került az akkor hivatalban lévő amerikai elnökkel, Donald Trumppal.

## Története
Elon Musk jelentős szerepet játszott Donald Trump újraválasztásában. A 2025 júniusában tartott 2024-es amerikai elnökválasztást követően Musk és Trump között viszály alakult ki az akkor javasolt One Big Beautiful Bill Act törvény rendelkezései miatt. A vita június 5-én eszkalálódott, miután Trump nyilvánosan bírálta Muskot egy találkozón Friedrich Merz német kancellárral. Az X-en Trumpot bíráló bejegyzések sorozatában Musk egy politikai párt létrehozását javasolta, amely „a középen lévő 80 százalékot” képviselné, és csatolt egy felmérést, amelyben a felhasználók „igen” vagy „nem” szavazattal dönthettek. A szavazás másnap véget ért, és a válaszadók körülbelül 80 százaléka igennel szavazott. Percekkel azután, hogy a szavazás eredménye alapján bejelentette a párt létrehozását, Musk „America Party” névre keresztelte azt.
A párt bejelentése előtt több, a kétpárti rendszerrel szemben álló politikai párt és személyiség is megpróbálta megszerezni Musk támogatását. A Politico Magazine-nak adott interjúban Andrew Yang arra törekedett, hogy vele együttműködve együtt alapítsanak egy politikai pártot, vagy hogy Musk támogassa Yang Forward Party nevű pártját; Musk korábban már támogatta Yangot a 2020-as elnöki kampányában. Steven Nekhaila, a Libertarian National Committee elnöke júliusban javasolta a partnerséget Muskkal.
A Reuters szerint Musk „komolyan” gondolta az Amerika Párt megalapítását, annak ellenére, hogy megoldást keresett Trump-pal és a Trump-adminisztrációval való kapcsolatfelvételre törekedett. Amikor a One Big Beautiful Bill Act (Egy nagy, gyönyörű törvényjavaslat) a hónap végén a szenátusban szavazásra került, megfogadta, hogy ha a törvényjavaslatot elfogadják, megalapítja az Amerika Pártot, és megígérte, hogy támogatni fogja a törvényjavaslat mellett szavazó republikánusok előválasztási kihívóit; a One Big Beautiful Bill Act néhány nappal később visszakerült a képviselőházba, ahol július 3-án elfogadták. Musk felvázolt egy lehetséges választási stratégiát, és másnap második közvélemény-kutatást végzett. A republikánus és a demokrata pártot egyaránt „egypártnak” nevezte, és bírálta őket azért, hogy nem kínálnak valódi alternatívákat.
Musk által létrehozható életképes harmadik párt lehetőségét sokan nehéznek tartják. A Washington Post megjegyezte, hogy bár Musknak elegendő vagyona van egy politikai párt létrehozásához, üzleti karrierjének bonyodalmai, képtelenség befolyásolni a 2025-ös wisconsini legfelsőbb bírósági választásokat, valamint a kormányzati hatékonysági minisztériumban végzett munkája következtében csökkenő népszerűsége akadályozhatja erőfeszítéseit. Ezenkívül az Amerika Párt szavazati joggal kapcsolatos problémákkal is szembesül..
A The New York Times szerint Musk a bejelentését megelőző napokban szövetségeseivel koncepcionális – de nem pragmatikus – tárgyalásokat folytatott egy politikai pártról. Július 4-én Musk második felmérést tartott az X-en, amelyben azt kérdezte, hogy az amerikaiak szeretnének-e „függetlenséget a kétpárti (egyesek szerint egypárti) rendszertől”. A közvélemény-kutatás másnap, július 5-én ért véget, és körülbelül 65 százalék szavazott az új párt mellett. Ugyanezen a napon Musk bejelentette, hogy megalapította az Amerika Pártot.
A párt nem jelent meg azonnal a Szövetségi Választási Bizottság honlapján, jelentette a United Press International július 5-én, miután megjegyezte, hogy Musk nem mondta el, regisztrálta-e a pártot a bizottságnál, amely felügyeli az amerikai szövetségi választásokat. Július 6-án bejelentették, hogy Mark Cuban és Anthony Scaramucci „érdeklődnek” a párt támogatásában, és segítséget kínálnak a párt állami szavazólapokra való felkerüléséhez. Ugyanezen a napon Scott Bessent pénzügyminiszter, aki korábban, amikor még a DOGE élén állt, hangos vitába keveredett Muskkal, amely állítólag fizikai erőszakba torkollott, kijelentette: „Gondolom, hogy azok a igazgatótanácsok nem örültek [Musk] tegnapi bejelentésének, és arra fogják ösztönözni, hogy üzleti tevékenységeire koncentráljon, ne pedig politikai tevékenységére.”

## Ideológia és program
Musk kijelentette, hogy az America Party a deficit csökkentésére koncentrál, és a párt pénzügyi konzervativizmusát szorgalmazza. Július 5-én, az X közösségi média platform egyik felhasználójának válaszában megerősítette, hogy a párt programja az adósság csökkentése, a hadsereg mesterséges intelligenciával történő modernizálása, a szabályozások csökkentése és a születések számának növelése.

## Szervezet
Musk, aki Dél-Afrikában született, de naturalizált amerikai állampolgár, nem indulhat az amerikai elnöki választásokon, és nem árulta el, ki fogja vezetni a pártot, illetve hogy milyen lesz a párt felépítése.

## Választási teljesítmény és stratégia
Nate Cohn úgy vélte, hogy az Amerika Párt legitimitást nyerhet a 2028-as választásokon, ha Donald Trump és Joe Biden által okozott kedvezőtlen gazdasági helyzet miatt növekszik az elégedetlenség a kétpárti rendszerrel szemben. A Vox szerint Musk negatívan befolyásolhatja a Republikánus Pártot a 2026-os választásokon, ha a képviselőház és a szenátus versenyképes helyeire koncentrál, és futurista és technolibertáriánus beállítottságú szavazók koalícióját gyűjti maga köré.
A Quantus Insights által június 30. és július 2. között végzett előzetes felmérés szerint az amerikaiak körülbelül 40%-a támogatná Elon Muskot, ha ő alapítana egy harmadik politikai pártot. 14% mondta, hogy „nagy valószínűséggel” szavazna rá, 26% „valószínűleg”, míg 38% nem valószínű, hogy támogatná, a többiek pedig bizonytalanok voltak. A közvélemény-kutatás erős érdeklődést mutatott a férfi republikánusok és a független férfiak közel fele körében, míg az idősebb és a demokratikus szavazók szkeptikusabbak voltak.
Júliusban Musk kijelentette, hogy az Amerika Párt „két vagy három szenátusi helyre” és „nyolc-tíz képviselőházi körzetre” koncentrálhatna, hogy „döntő szavazattal rendelkezzen a vitatott törvényekről” és képviselje az általános akaratot, később pedig azt sugallta, hogy a párt indulna a 2026-os választásokon, miközben stratégiáját a görög hadvezér Epaminondas által a leuktriai csatában alkalmazotthoz hasonlította, amely „koncentrált erő egy pontos helyen a csatatéren”. Azt is kijelentette, hogy a párt a demokraták és a republikánusok pártjától elkülönülten fog működni, és hogy „a törvényhozási megbeszéléseket mindkét párttal le fogják folytatni” utána.

## Közvélemény-kutatás
A YouGov 2025. július 14-én közzétett közvélemény-kutatása szerint bár az amerikaiak 45%-a tartja „szükségesnek” egy életképes harmadik pártot, csak 11%-uk támogatná Musk pártját.
Az Echelon Insights július 15-én közzétett közvélemény-kutatása, amelyben azt kérdezték, melyik pártra szavaznának, azt mutatta, hogy bár a szavazók csupán 4,95%-a szavazna Musk pártjára, ez szinte kizárólag a republikánus pártból vonna el szavazókat, így a demokraták kényelmes előnnyel nyerhetnének.
A Quinnipiac Egyetem július 16-án közzétett közvélemény-kutatása szerint az amerikaiak 77%-a nem fontolná meg a párthoz való csatlakozást, csak 17% mondta, hogy csatlakozna.
A CNN július 17-én közzétett közvélemény-kutatása szerint a felnőttek (74%) és a választók (77%) túlnyomó többsége ellenzi Musk új pártját, és csak 17% fontolná meg a csatlakozást. A CNN az eredményeket Perot-hoz hasonlította, megjegyezve, hogy Muskkal ellentétben az amerikaiak több mint 50%-a támogatta a Reform Párt megalakítását, míg csak 37% ellenezte a pártját.

## Fordítás
- Ez a szócikk részben vagy egészben  az   America Party című angol Wikipédia-szócikk ezen változatának fordításán alapul.  Az eredeti cikk szerkesztőit annak laptörténete sorolja fel. Ez a jelzés csupán a megfogalmazás eredetét és a szerzői jogokat jelzi, nem szolgál a cikkben szereplő információk forrásmegjelöléseként.

## Kapcsolódó szócikk
- Libertárius Párt